# 拜登多夫湖

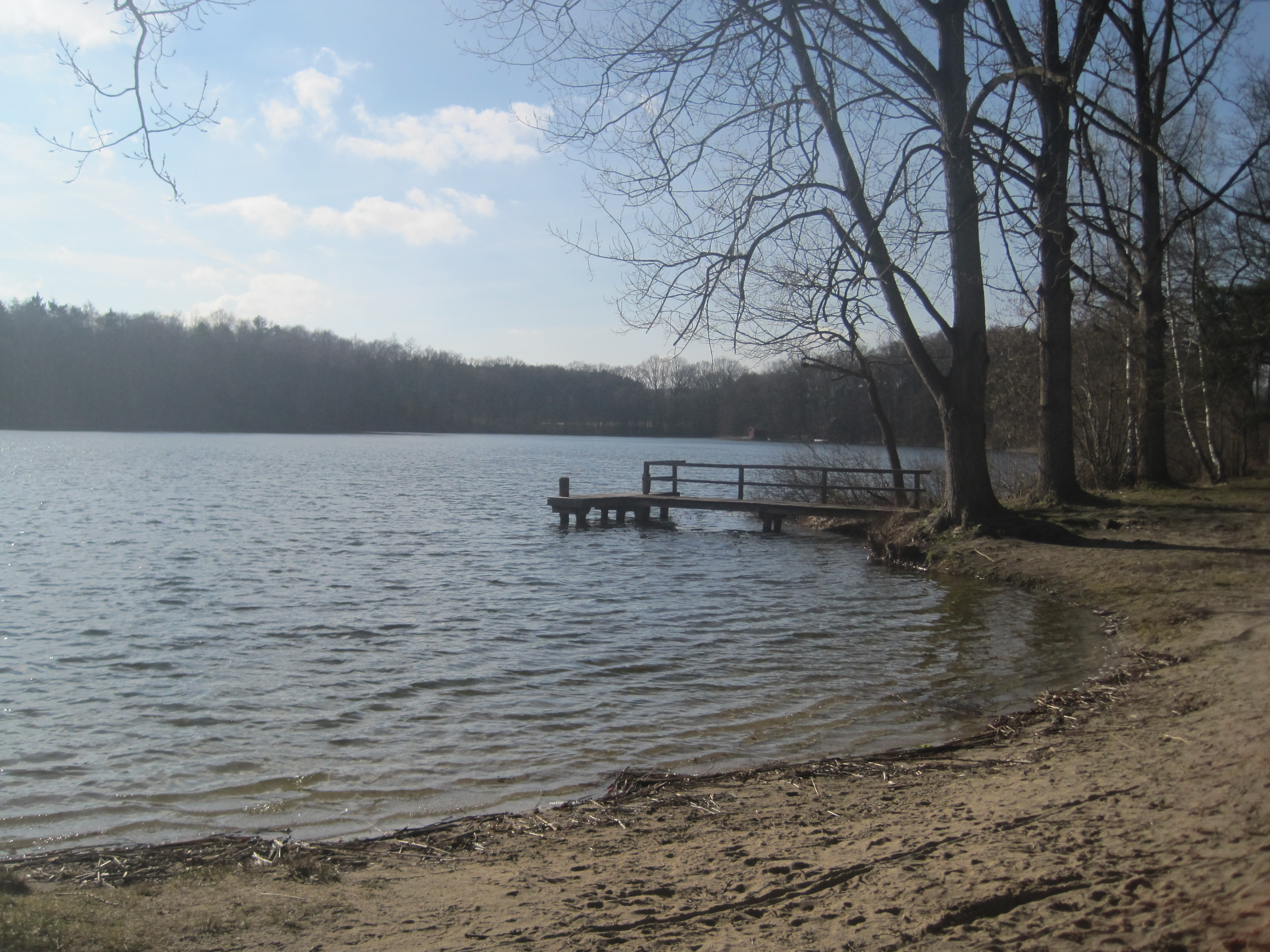

53°47′04″N 10°40′17″E / 53.784528°N 10.671369°E
拜登多夫湖（德語：Beidendorfer See），是德國的湖泊，位於該國北部石勒蘇益格-荷爾斯泰因州，由勞恩堡縣負責管轄，面積0.09平方公里，海拔高度9.8米，平均水深3.2米，最大水深6.9米。